# Cal Niday
Calvin Niday (29 de abril de 1914 – 14 de fevereiro de 1988) foi um automobilista norte-americano que esteve em cinco (três) 500 Milhas de Indianápolis, quando a prova fazia parte do calendário da Fórmula 1 de 1950 até 1960: 1953, 1954, 1955, 1956 (não se qualificou) e 1957 (não se qualificou).